# Груево
Груево е село в Южна България. То се намира в община Момчилград, област Кърджали.

## География
Село Груево се намира в планински район.

## Население
Численост и дял на етническите групи според преброяването на населението през 2011 г.:
|                     | Численост | Дял (в %) |
| Общо                | 715       | 100,00    |
| Българи             | 5         | 0,69      |
| Турци               | 353       | 49,37     |
| Цигани              | 71        | 9,93      |
| Други               | 0         | 0,00      |
| Не се самоопределят | 3         | 0,41      |
| Неотговорили        | 283       | 39,58     |

## Религии
В село Груево предимно се изповядва мюсюлманска религия.